# Batalla de Monastir (1912)
La Batalla de Monastir fue un combate terrestre que tuvo lugar del 16 al 19 de noviembre de 1912, entre las fuerzas del Reino de Serbia y las del Imperio Otomano, durante la Primera Guerra de los Balcanes, cerca de la ciudad de Monastir (actual Bitola), Macedonia.

## La batalla
A consecuencia del curso de la guerra, el Ejército Otomano Vardar, tras la derrota de la Batalla de Kumanovo, se retiró y reagrupó cerca de la ciudad de Bitola. El 1.er Ejército Serbio marchó sobre la ciudad encontrándose con un intenso fuego de artillería, por parte de las fuerzas turcas, y tuvo que esperar la llegada de sus propias unidades de artillería.
El 18 de noviembre, tras la destrucción de la artillería turca por parte de la artillería serbia, el flanco derecho serbio realizó un ataque directo a las posiciones otomanas.
Los serbios entonces entraron en Bitola el 19 de noviembre. Con la conquista de esta plaza, el Ejército Serbio controlaba el sudoeste de la región de Macedonia, incluida la simbólicamente importante ciudad de Ohrid.

## Consecuencias
Tras la batalla de Monastir, finalizaron cinco siglos de hegemonía otomana sobre Macedonia, mientras el 1.er Ejército Serbio continuó luchando en la guerra.
En ese momento, algunos serbios querían que su ejército continuase avanzando, Valle de Vardar abajo, hacia Salónica, pero Radomir Putnik rehusó. La amenaza de guerra con el Imperio Austrohúngaro empeoraría con la presencia serbia en el Adriático. En adición, con los búlgaros y los griegos ya en Salónica, la aparición de tropas serbias podrían embrollar una ya complicada situación en la zona.

## Anexos
- Anexo:Batallas del siglo XX